# 难民营

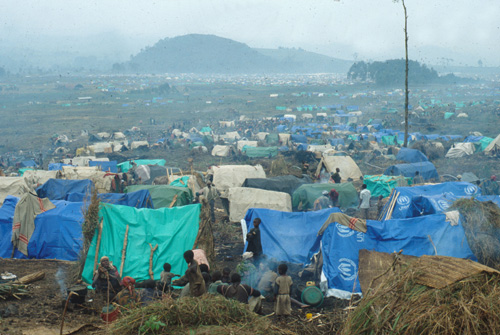
卢旺达大屠杀之后设立的卢旺达难民营。在刚果民主共和国东部。

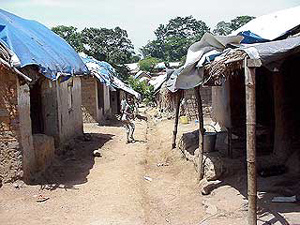
几内亚境内的一个塞拉利昂难民营。

难民营是临时搭建用于收留难民的营地。一个营地可能住着数万甚至数百万人。通常，这些营地是由政府、联合国或国际组织（例如红十字国际委员会）或非政府组织修建和管理的。
难民营通常都是临时搭建的，用于暂时满足人们的基本需求。有些难民营卫生条件很差。如果难民由于内战等原因一直无法回家，常常会引发人道危机。
有些难民营，如艾因哈尔瓦（Ein el-Helweh）难民营，逐渐发展为长期定居点，并且存在数十年之久，对于人权产生了重大影响。
在安全返乡之前，人们可以待在难民营里，获得应急食品和医疗援助。在有些情况下 ，通常是在几年之后，他国认为遣返这些人怎样都不安全，那么他们会在“第三国”远离边境的地方安顿下来。

难民营的设施可能包括：
- 住宿设施（帐篷）
- 卫生设施（浴室和厕所）
- 医疗设施
- 通讯设备（例如收音机）

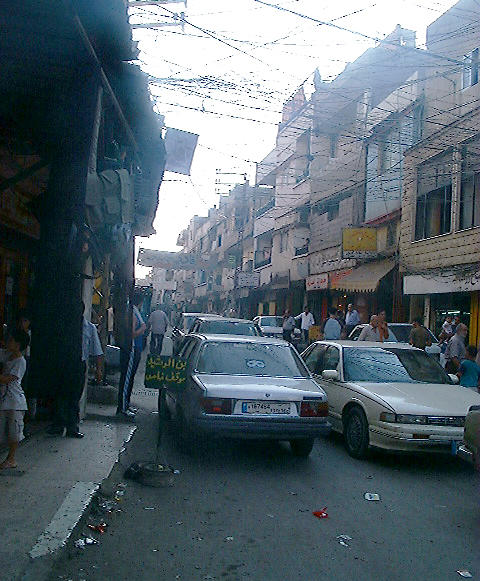
2005年，黎巴嫩北部，收留巴勒斯坦难民的巴里德河难民营。

据联合国难民署（UNHCR）公布的2014年难民统计报告，在2014年，来自叙利亚、阿富汗、索马里、苏丹、南苏丹、刚果民主共和国、缅甸、中非共和国、伊拉克、厄立特里亚、乌克兰等国的难民向多个国家提交了近170万份避难申请，俄罗斯（27.47万份）、德国（17.31万份）、美国（12.12万份）和土耳其（8.78万份）收到的避难申请数量排在前四位。而开设难民营数量最多的十个国家则为土耳其、巴基斯坦、黎巴嫩、伊朗、埃塞俄比亚、约旦、肯尼亚、乍得、乌干达和中国，这十个国家的难民营总共收容了全球57%的难民。此外，黎巴嫩和约旦国内的难民数量占总人口比例是最大的，分别占了两国总人口的23.2%和8.7%。
- 东乍得的难民营，例如卜赖金（Breidjing）营地，从2002年起收留了大约25万名来自苏丹达尔富尔地区的难民。
- 乍得南部的难民营，收留了大约5万名来自中非共和国的难民。
- 开设于1990年的布杜布拉姆（Buduburam）难民营，收留了4万名利比里亚人。
- 斯里兰卡泰米尔难民营，1998年在印度有11万难民，自1983年以来有超过56万人成为国内流离失所者。
- 廷杜夫附近的4个难民营，大约开设于1977年。
- 纳巴提耶（Nabatieh）营地（1948年建立，1991年关闭）。